# Socompa
För andra betydelser, se Socompa (olika betydelser).
Socompa är en vulkan i Chile, på gränsen till Argentina. Den ligger i den norra delen av landet. Toppen på Volcán Socompa är 6 050 meter över havet.
Volcán Socompa är den högsta punkten i trakten.
Trakten runt Volcán Socompa är ofruktbar med lite eller ingen växtlighet.